# Liste der Kulturdenkmale in Räckelwitz

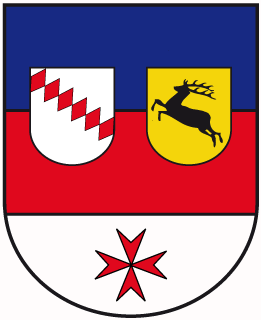
Wappen

In der Liste der Kulturdenkmale in Räckelwitz sind die Kulturdenkmale der sächsischen Gemeinde Räckelwitz verzeichnet, die bis September 2024 vom Landesamt für Denkmalpflege Sachsen erfasst wurden (ohne archäologische Kulturdenkmale). Die Anmerkungen sind zu beachten.
Diese Liste ist eine Teilliste der Liste der Kulturdenkmale im Landkreis Bautzen.

## Räckelwitz
| Bild                                    | Bezeichnung                                                                                             | Lage                                             | Datierung                                                                | Beschreibung | ID       |
| --------------------------------------- | --- | ------------------------------------------------ | ------------------------------------------------------------------------ | --- | -------- |
|                                         | Bildstock                                                                                               | (Ortsausgang Richtung Leopoldschänke) (Karte)    | Bezeichnet mit 1864                                                      | Granit, mit segnender Christusfigur, regionalgeschichtlich von Bedeutung, bemalt | 09228471 |
| Weitere Bilder                          | Denkmal für die Gefallenen des Ersten Weltkrieges, mit Einfriedung                                      | Hauptstraße (Karte)                              | 1922                                                                     | Oktogonaler Monolith mit Schwert-Relief und Eisernem Kreuz, sorbische Inschriften, ortsgeschichtlich von Bedeutung | 09228477 |
| Direkt Bild zu diesem Denkmal hochladen | Wegestein                                                                                               | Hauptstraße (Ecke Neschwitzer Straße) (Karte)    | 19. Jahrhundert                                                          | Verkehrsgeschichtlich von Bedeutung | 09228474 |
| Direkt Bild zu diesem Denkmal hochladen | Granitsockel eines Betkreuzes                                                                           | Hauptstraße 6 (bei) (Karte)                      | Bezeichnet mit 1825                                                      | Schlichter klassizistischer Granitsockel, regionalgeschichtlich von Bedeutung | 09228491 |
| Direkt Bild zu diesem Denkmal hochladen | Taubenhaus und fränkischer Torbogen                                                                     | Hauptstraße 20 (Karte)                           | 19. Jahrhundert                                                          | Sozialgeschichtlich und ortsbildprägend von Bedeutung, Stütze erneuert | 09228476 |
| Direkt Bild zu diesem Denkmal hochladen | Betkreuz                                                                                                | Hauptstraße 22 (vor) (Karte)                     | Bezeichnet mit 1877                                                      | Kruzifix auf profiliertem Granitsockel, regionalgeschichtlich von Bedeutung, Sockel angestrichen | 09228488 |
| Direkt Bild zu diesem Denkmal hochladen | Ausgedingehaus                                                                                          | Hauptstraße 35 (Karte)                           | 1. Hälfte 19. Jahrhundert                                                | Obergeschoss Fachwerk, Giebel verbrettert, Reste der ursprünglichen Ortsbebauung, baugeschichtlich und sozialgeschichtlich von Bedeutung, Fenster Originalgröße | 09228489 |
| Direkt Bild zu diesem Denkmal hochladen | Seitengebäude mit Oberlaube eines Dreiseithofes                                                         | Hauptstraße 38 (Karte)                           | 1. Hälfte 19. Jahrhundert                                                | Obergeschoss Fachwerk, eine Seite sichtbar, teils entfernt, verbretterte Oberlaube, baugeschichtlich von Bedeutung | 09228473 |
| Direkt Bild zu diesem Denkmal hochladen | Torbogen mit seitlichen Pforten                                                                         | Hauptstraße 43, 45 (Karte)                       | 2. Hälfte 19. Jahrhundert                                                | Straßenbildprägend von Bedeutung | 09228490 |
| Direkt Bild zu diesem Denkmal hochladen | Wohnhaus mit Laden (Bäckerei)                                                                           | Hauptstraße 51 (Karte)                           | Um 1900                                                                  | Zeittypischer Putzbau mit Klinkergliederung (Deutsches Band) und Drempel, singulär im Ort, baugeschichtlich von Bedeutung, Wohnhaus mit Straßen- und Seitengiebel | 09228478 |
|                                         | Auszugshaus                                                                                             | Hauptstraße 57 (Karte)                           | 1. Hälfte 19. Jahrhundert                                                | Obergeschoss Fachwerk, prägt das Straßenbild entscheidend mit, baugeschichtlich und sozialgeschichtlich von Bedeutung, Fenster in originaler Größe erhalten und gesprosst | 09228475 |
|                                         | Betkreuz                                                                                                | Leopoldschänke 1 (Karte)                         | Bezeichnet mit 1874                                                      | Kruzifix auf profiliertem Granitsockel, regionalgeschichtlich von Bedeutung | 09228470 |
|                                         | Betkreuz                                                                                                | Leopoldschänke 2 (Karte)                         | Bezeichnet mit 1824                                                      | Kruzifix auf profiliertem Granitsockel, regionalgeschichtlich von Bedeutung, Sockel angestrichen | 09228469 |
|                                         | Wohnhaus und Scheune des ehemaligen Gasthofes „Leopoldschänke“                                          | Leopoldschänke 3 (Karte)                         | 1. Hälfte 19. Jahrhundert                                                | Wohnhaus Obergeschoss Fachwerk, teils verbrettert, breitgelagertes Krüppelwalmdach, Scheune ebenfalls Holzkonstruktion, an markantem landschaftlichem Punkt, baugeschichtlich und ortsgeschichtlich von Bedeutung, Fenster Obergeschoss gesprosst und in Originalgröße | 09228467 |
| Weitere Bilder                          | Rittergut und Gutspark Räckelwitz (Sachgesamtheit); Malteser-Krankenhaus                                | Michael-Hornik-Straße (Karte)                    | 2. Hälfte 19. Jahrhundert (Gutsarbeiterhaus); 18. Jahrhundert (Gutspark) | Sachgesamtheit Schloss Räckelwitz mit folgenden Einzeldenkmalen: Schloss, Kapelle, zwei Wirtschaftsgebäude im Winkel (durch fränkischen Bogen verbunden), angrenzendes Wohnhaus, Gartenhaus im Park und Einfriedung mit Toreinfahrt (siehe Einzeldenkmale des Objekts 09228486, gleiche Anschrift), der Park (Gartendenkmal) sowie weiteres Wohnhaus und Wirtschaftsgebäude im Park als Sachgesamtheitsteile; Schloss bis ins frühe 21. Jahrhundert Krankenhaus, großes Mansarddach mit 13 Dachhäuschen, elf Achsen, davon drei im Mittelrisalit, Freitreppe, Schlosskapelle neoromanisch mit Dachreiter, zwei Joche mit Apsis, Fenster aus Birmingham, farbenreiche Ausmalung im Beuroner Klosterstil, Wohnhaus zweigeschossig mit Drempel, Walmdach, Wappen über der Tür, Häuser, Gartenhaus im Park mit steilem Mansarddach und Arkatur, baugeschichtlich und ortsgeschichtlich von Bedeutung | 09304133 |
|                                         | Schloss (Einzeldenkmal zu ID-Nr. 09304133)                                                              | Michael-Hornik-Straße (Karte)                    | Um 1750                                                                  | Einzeldenkmal der Sachgesamtheit Schloss Räckelwitz; bis ins frühe 21. Jahrhundert Krankenhaus, Schloss mit großem Mansarddach mit 13 Dachhäuschen, elf Achsen, davon drei im Mittelrisalit, Freitreppe, baugeschichtlich und ortsgeschichtlich von Bedeutung | 09228486 |
|                                         | Kapelle (Einzeldenkmal zu ID-Nr. 09304133)                                                              | Michael-Hornik-Straße (Karte)                    | 1883–1885                                                                | Einzeldenkmal der Sachgesamtheit Schloss Räckelwitz; Schlosskapelle neoromanisch mit Dachreiter, zwei Joche mit Apsis, Fenster aus Birmingham, farbenreiche Ausmalung im Beuroner Klosterstil | 09228486 |
| Direkt Bild zu diesem Denkmal hochladen | Zwei Wirtschaftsgebäude im Winkel, durch fränkischen Bogen verbunden (Einzeldenkmal zu ID-Nr. 09304133) | Michael-Hornik-Straße (Karte)                    |                                                                          | Einzeldenkmale der Sachgesamtheit Schloss Räckelwitz | 09228486 |
| Direkt Bild zu diesem Denkmal hochladen | Wohnhaus (Einzeldenkmal zu ID-Nr. 09304133)                                                             | Michael-Hornik-Straße (Karte)                    | Wappen bezeichnet mit 1870                                               | Einzeldenkmal der Sachgesamtheit Schloss Räckelwitz; Wohnhaus zweigeschossig mit Drempel, Walmdach, Wappen über der Tür | 09228486 |
| Direkt Bild zu diesem Denkmal hochladen | Gartenhaus im Park (Einzeldenkmal zu ID-Nr. 09304133)                                                   | Michael-Hornik-Straße (Karte)                    | Um 1790                                                                  | Einzeldenkmal der Sachgesamtheit Schloss Räckelwitz; Gartenhaus im Park mit steilem Mansarddach und Arkatur | 09228486 |
| Direkt Bild zu diesem Denkmal hochladen | Einfriedung mit Toreinfahrt (Einzeldenkmal zu ID-Nr. 09304133)                                          | Michael-Hornik-Straße (Karte)                    |                                                                          | Einzeldenkmal der Sachgesamtheit Schloss Räckelwitz | 09228486 |
|                                         | Denkmal für Michał Hórnik (1833–1894)                                                                   | Michael-Hornik-Straße (Ecke Hauptstraße) (Karte) | 1956                                                                     | Büste auf modernem Granitsockel (Galvanoplastik), ortsgeschichtlich von Bedeutung | 09228487 |
|                                         | Wohnhaus                                                                                                | Michael-Hornik-Straße 3 (Karte)                  | 1903/1905                                                                | Ehemalige Schule, zeittypischer Putzbau, durch die Lage das Ortsbild mitprägend, Gedenktafel für den hier 1833 geborenen Geisteswissenschaftler Michał Hórnik, baugeschichtlich und ortsgeschichtlich von Bedeutung, zweigeschossig, mit Drempel, massiv, mit leichter Putzgliederung (Gurtgesims, Fensterbekrönung), mit abgeschrägter Ecke, durch Renovierung geglättete Fassade | 09228483 |
|                                         | Betkreuz                                                                                                | Mühlweg 5 (bei) (Karte)                          | Bezeichnet mit 1879                                                      | Kruzifix auf profiliertem Granitsockel, regionalgeschichtlich von Bedeutung, Sockel angestrichen | 09228479 |
|                                         | Betkreuz                                                                                                | Mühlweg 6 (Karte)                                | Bezeichnet mit 1909                                                      | Kruzifix auf profiliertem Granitsockel, regionalgeschichtlich von Bedeutung | 09228480 |
|                                         | Betkreuz                                                                                                | Mühlweg 7 (Karte)                                | Bezeichnet mit 1826                                                      | Kruzifix auf profiliertem Granitsockel, regionalgeschichtlich von Bedeutung, Sockel angestrichen | 09228481 |
|                                         | Bildstock                                                                                               | Neschwitzer Straße (Ecke Hauptstraße) (Karte)    | Bezeichnet mit 1763                                                      | Granit, mit Darstellung von Kreuzigung, Muttergottes, Sebastian und Barbara, regionalgeschichtlich von Bedeutung, renoviert 1995 | 09228472 |

## Dreihäuser
| Bild                                    | Bezeichnung                                                                      | Lage                                        | Datierung           | Beschreibung | ID       |
| --------------------------------------- | -------------------------------------------------------------------------------- | ------------------------------------------- | ------------------- | --- | -------- |
| Weitere Bilder                          | Betkreuz                                                                         | (nordöstlich des Ortes) (Karte)             | Bezeichnet mit 1868 | Kruzifix auf profiliertem Granitsockel, regionalgeschichtlich von Bedeutung, „N.K.“ | 09228458 |
| Direkt Bild zu diesem Denkmal hochladen | Wegestein                                                                        | (am Handriksteich) (Karte)                  | 19. Jahrhundert     | Verkehrsgeschichtlich von Bedeutung | 09228456 |
|                                         | Betkreuz                                                                         | (am Handriksteich) (Karte)                  | Bezeichnet mit 1843 | Kruzifix auf profiliertem Granitsockel, regionalgeschichtlich von Bedeutung | 09228455 |
| Direkt Bild zu diesem Denkmal hochladen | Teichständer, Wehr und Gehwegplatte an der Straße von Rosenthal nach Schmeckwitz | (Straßenteich, westlich Dreihäuser) (Karte) | Bezeichnet mit 1840 | Technikgeschichtlich von Bedeutung. Teichständer wasserseitig freistehend, aus Granit, Balken mit Inschrift „* 18 M 40 *“, vorgelagerte Seitenwände des Teichabflusses inwendig mit Pfalzen zum Einsatz von Holzbohlen versehen (analog eines kleinen Schützes zum Aufstauen des Teiches), landseitig Gehwegplatte (Steindecker) über Teichabfluss, parallel zur Straße originales schmiedeeisernes Geländer auf Granitpfeilern. | 09228454 |
| Direkt Bild zu diesem Denkmal hochladen | Kruzifix eines Betkreuzes                                                        | Delanska 2 (Karte)                          | 1920er Jahre        | Hölzerner Korpus der gekreuzigten Christusfigur, landschaftsprägendes Element, regionalgeschichtlich von Bedeutung. Dreinagel-Typus, expressionistische Ausstrahlung des Gekreuzigten, Figur befestigt und gerahmt in Verbindung mit schlichtem überdachtem Holzkreuz (dessen letzte Restaurierung 1964). Holzkreuz nicht unter Schutz.                                                                                          | 09223777 |

## Höflein
| Bild                                    | Bezeichnung                                                                                     | Lage                                                                | Datierung                                                                                            | Beschreibung | ID       |
| --------------------------------------- | ----------------------------------------------------------------------------------------------- | ------------------------------------------------------------------- | --- | --- | -------- |
| Direkt Bild zu diesem Denkmal hochladen | Wegestein                                                                                       | (400 m westlich von Höflein, Richtung Dürrwicknitz) (Karte)         | 19. Jahrhundert                                                                                      | Verkehrsgeschichtlich von Bedeutung | 09227004 |
|                                         | Betkreuz                                                                                        | (500 m hinter Ortsausgang Richtung Panschwitz-Kuckau) (Karte)       | Bezeichnet mit 1884                                                                                  | Kruzifix auf profiliertem Granitsockel, regionalgeschichtlich von Bedeutung | 09227000 |
|                                         | Bogenbrücke                                                                                     | Crostwitzer Straße (Ortsausgang Richtung Crostwitz) (Karte)         | Um 1850                                                                                              | Baugeschichtlich von Bedeutung, Granitquader | 09227001 |
| Direkt Bild zu diesem Denkmal hochladen | Wegestein                                                                                       | Crostwitzer Straße (Ortsausgang Nord, Ecke Kamenzer Straße) (Karte) | 19. Jahrhundert                                                                                      | Verkehrsgeschichtlich von Bedeutung | 09228492 |
|                                         | Betkreuz                                                                                        | Crostwitzer Straße 7 (bei) (Karte)                                  | 1. Hälfte 19. Jahrhundert                                                                            | Kruzifix auf profiliertem Granitsockel, regionalgeschichtlich von Bedeutung, Sockel angestrichen | 09228494 |
|                                         | Denkmal für die Gefallenen des Ersten Weltkrieges, flankiert von sieben kreuzförmigen Grabmalen | Crostwitzer Straße 16 (bei) (Ecke Gärtnereiweg) (Karte)             | 1921                                                                                                 | Kriegerdenkmal rötlicher Monolith, kugelbekrönt, baugeschichtlich, ortsgeschichtlich von Bedeutung | 09228497 |
|                                         | Villa mit Villengarten, Brunnenring und fränkischem Bogen                                       | Crostwitzer Straße 20 (Karte)                                       | Um 1910 (Villa); 2. Hälfte 19. Jahrhundert (Torbogen)                                                | Villa zweigeschossig, Walmdach mit dominantem Giebel, aufwendiger dorischer Portikus, davor Freitreppe mit zwei Sphingen, baugeschichtlich und gartengeschichtlich von Bedeutung, Biberschwanzdeckung, rustikaler Sockel | 09228496 |
| Direkt Bild zu diesem Denkmal hochladen | Wohnstallhaus und Trockenmauer eines Dreiseithofes                                              | Crostwitzer Straße 28 (Karte)                                       | Bezeichnet mit 1864                                                                                  | Haus zweigeschossig mit Drempel, fünf Bogenfenster im Giebel, Fledermausgaupen Granit-Freitreppe, Sprossenfenster mit Granitgewänden, entscheidend ortsbildprägend durch seine Größe und Ausstattung, baugeschichtlich von Bedeutung | 09228495 |
|                                         | Wohnhaus und Betkreuz eines Bauernhofes                                                         | Crostwitzer Straße 32 (Karte)                                       | Bezeichnet mit 1861 (Bauernhaus); bezeichnet mit 1847 (Betkreuz)                                     | Wohnhaus zweigeschossig mit Drempel, Granitgewände von Fenstern und Haustür, Betkreuz goldgefasstes Kruzifix auf schlichtem Granitsockel, baugeschichtlich und regionalgeschichtlich von Bedeutung, zum Teil noch Winterfenster | 09228493 |
| Direkt Bild zu diesem Denkmal hochladen | Betkreuz                                                                                        | Dorfweg (Ecke Mittelweg) (Karte)                                    | 1. Hälfte 19. Jahrhundert                                                                            | Kruzifix auf schlichtem Granitsockel, regionalgeschichtlich von Bedeutung, Sockel angestrichen | 09221586 |
| Direkt Bild zu diesem Denkmal hochladen | Seitengebäude und fränkischer Bogen eines Dreiseithofes                                         | Dorfweg 2 (Karte)                                                   | Türsturz bezeichnet mit 1857, Kern wesentlich älter                                                  | Obergeschoss Fachwerk, sehr kleine, original erhaltene Fenster, zum Teil mit Schiebeladen, im Ort und in der Gegend singulär, baugeschichtlich und sozialgeschichtlich von Bedeutung, alte Biberschwanzdeckung | 09228499 |
| Direkt Bild zu diesem Denkmal hochladen | Sandsteintafel mit sorbischen Inschriften am Wohnhaus                                           | Dorfweg 7 (Karte)                                                   | Bezeichnet mit 1879                                                                                  | Ortsgeschichtlich von Bedeutung | 09227047 |
| Direkt Bild zu diesem Denkmal hochladen | Wohnstallhaus und Betkreuz                                                                      | Dorfweg 10 (Karte)                                                  | 1. Hälfte 19. Jahrhundert (Wohnstallhaus); 2. Hälfte 19. Jahrhundert (Betkreuz)                      | Wohnstallhaus Obergeschoss Fachwerk, Giebelseite verputzt und verbrettert, Betkreuz Kruzifix auf profiliertem Granitsockel, baugeschichtlich und regionalgeschichtlich von Bedeutung, alte Biberschwanzdeckung (glasiert), Fenster in originaler Größe, zum großen Teil gesprosst | 09226999 |
| Weitere Bilder                          | Windrad (Farmer-Rotor)                                                                          | Gärtnereiweg 6 (Karte)                                              | Um 1900                                                                                              | Ca. 12 m hoch, zur Wasserhebung für das Gestüt, singulär im Gebiet, technikgeschichtlich von Bedeutung | 09227002 |
| Direkt Bild zu diesem Denkmal hochladen | Wohnhaus und Seitengebäude eines Zweiseithofes                                                  | Mittelweg 1 (Karte)                                                 | 1. Hälfte 19. Jahrhundert                                                                            | Beide Gebäude Obergeschoss Fachwerk verbrettert, original erhaltenes Ensemble, baugeschichtlich und wirtschaftsgeschichtlich von Bedeutung, alte Biberschwanzdeckung, Giebelseite gut erhaltene Fenster in originaler Größe und gesprosst, Winterfenster | 09226997 |
| Direkt Bild zu diesem Denkmal hochladen | Betkreuz                                                                                        | Mittelweg 2 (bei) (Karte)                                           | Bezeichnet mit 1860                                                                                  | Kruzifix mit Assistenzfiguren, goldgefasst, auf profiliertem Granitsockel mit Aufschrift, regionalgeschichtlich von Bedeutung | 09226948 |
| Direkt Bild zu diesem Denkmal hochladen | Wohnstallhaus, zwei Seitengebäude und Brunnen eines Dreiseithofes                               | Mittelweg 3 (Karte)                                                 | 1. Hälfte 19. Jahrhundert (Wohnstallhaus); 2. Hälfte 19. Jahrhundert (Seitengebäude); 1911 (Scheune) | Wohnstallhaus Obergeschoss Fachwerk, Giebel verbrettert, Anbau (Stall) ebenfalls Fachwerk, Scheune Fachwerk verbrettert, mit Oberlaube und hölzernem Treppenaufgang, eindrucksvolles, ortsbildprägendes Ensemble mit in hohem Maße originalem Aussehen, baugeschichtlich und wirtschaftsgeschichtlich von Bedeutung, Fenster Wohnstallhaus weitgehend in originaler Größe | 09228498 |
| Direkt Bild zu diesem Denkmal hochladen | Wohnhaus eines Gehöfts                                                                          | Mittelweg 4 (Karte)                                                 | Um 1850                                                                                              | Obergeschoss Fachwerk verbrettert, Giebel verschiefert, verkörpert noch das alte Dorfbild, baugeschichtlich von Bedeutung, Erdgeschoss sehr verändert | 09226949 |
| Direkt Bild zu diesem Denkmal hochladen | Bethäuschen                                                                                     | Rosenthaler Straße (südlich vom Johannesbad) (Karte)                | 19. Jahrhundert                                                                                      | Regionalgeschichtlich von Bedeutung | 09228448 |
| Weitere Bilder                          | Ehemaliges Badehaus Bad Marienborn und Betkreuz                                                 | Rosenthaler Straße 2 (Karte)                                        | Bezeichnet mit 1855                                                                                  | Wirkungsstätte von Elsa Brändström, bau- und ortsgeschichtlich sowie regionalgeschichtlich von Bedeutung, dreigeschossiger massiver Putzbau mit flachem Walmdach, flacher Mittelrisalit, intaktes Wand-Öffnung-Verhältnis auf der Fassadenseite, Rückseite verändert, Einflüsse des Klassizismus, letzter Rest eines Bade- und Kurbetriebes, alte Ansichten vorhanden. Betkreuz: Kruzifix auf profiliertem Granitsockel, stand früher an der Kreuzung Hauptstraße/Rosenthaler Straße. | 09229996 |
|                                         | Gedenkstein für Elsa Brändström                                                                 | Rosenthaler Straße 2 (gegenüber) (Karte)                            | Bezeichnet mit 1920                                                                                  | Ortsgeschichtlich von Bedeutung | 09228451 |
|                                         | Wegestein                                                                                       | Rosenthalstraße (Ecke Weinbergstraße) (Karte)                       | 19. Jahrhundert                                                                                      | Verkehrsgeschichtlich von Bedeutung, Natursteinstele mit pyramidalem Abschluss, Schaft mit stark abgefasten Kanten | 09228450 |
|                                         | Betkreuz                                                                                        | Weinbergstraße (Ecke Rosenthaler Straße) (Karte)                    | Bezeichnet mit 1915                                                                                  | Regionalgeschichtlich von Bedeutung | 09228449 |

## Neudörfel
| Bild                                    | Bezeichnung | Lage                                                   | Datierung                                                               | Beschreibung | ID       |
| --------------------------------------- | --- | ------------------------------------------------------ | ----------------------------------------------------------------------- | --- | -------- |
|                                         | Betkreuz | (westlich des Ortes) (Karte)                           | Bezeichnet mit 1822                                                     | Kruzifix auf einfachem Granitsockel, regionalgeschichtlich von Bedeutung | 09228457 |
|                                         | Betkreuz | Am Klosterwasser 4 (bei) (Ecke Horkaer Straße) (Karte) | Bezeichnet mit 1890                                                     | Kruzifix auf profiliertem Granitsockel, in Ecklage Horkaer Straße/Am Klosterwasser, regionalgeschichtlich von Bedeutung | 09228465 |
| Direkt Bild zu diesem Denkmal hochladen | Betkreuz | Am Klosterwasser 9 (bei) (Karte)                       | 1. Hälfte 19. Jahrhundert                                               | Kruzifix auf klassizistischem Granitsockel, regionalgeschichtlich von Bedeutung, Sockel übermalt | 09228464 |
|                                         | Kruzifix eines Betkreuzes                                                                                                 | Horkaer Straße (Karte)                                 | 1920er Jahre                                                            | Hölzerner Korpus der gekreuzigten Christusfigur, landschaftsprägendes Element, regionalgeschichtlich von Bedeutung, Viernagel-Typus, expressionistische Ausstrahlung des Gekreuzigten, Figur befestigt und gerahmt in Verbindung mit schlichtem überdachtem Holzkreuz, dieses nicht unter Schutz | 09223778 |
| Direkt Bild zu diesem Denkmal hochladen | Wohnhaus | Horkaer Straße 2 (Karte)                               | Um 1800                                                                 | Obergeschoss Fachwerk verputzt, eine Seite und Giebel verbrettert, Baukörper weitgehend ursprünglich erhalten, baugeschichtlich von Bedeutung, Fenster Obergeschoss in Originalgröße | 09228466 |
|                                         | Andachtshäuschen | Horkaer Straße 10 (bei) (Karte)                        | 19. Jahrhundert                                                         | Antentempel zitierend, gotisches Seitenfenster, innen Gottesmutter-Statue (Holz), regionalgeschichtlich von Bedeutung | 09228462 |
| Weitere Bilder                          | Wohnstallhaus mit integrierter Scheune und Oberlaube sowie zwei Seitengebäude eines kleinen Dreiseithofes, davor Betkreuz | Horkaer Straße 11 (Karte)                              | 1. Hälfte 19. Jahrhundert (Dreiseithof); bezeichnet mit 1876 (Betkreuz) | Wohnstallhaus Obergeschoss Fachwerk, im Giebel verbrettert, Betkreuz mit profiliertem Granitsockel, weitgehend ursprünglich erhaltenes, regionaltypisches Bauernhaus, baugeschichtlich und wirtschaftsgeschichtlich von Bedeutung, Fenster weitgehend in originaler Größe und gesprosst          | 09228463 |
|                                         | Betkreuz | Horkaer Straße 19 (bei) (Karte)                        | Bezeichnet mit 1823                                                     | Kruzifix auf profiliertem Granitsockel, regionalgeschichtlich von Bedeutung | 09228461 |
|                                         | Betkreuz | Horkaer Straße 20 (bei) (Karte)                        | 19. Jahrhundert                                                         | Kruzifix auf profiliertem Granitsockel, regionalgeschichtlich von Bedeutung | 09228460 |

## Schmeckwitz
| Bild                                    | Bezeichnung                                                                                         | Lage                                           | Datierung                 | Beschreibung | ID       |
| --------------------------------------- | --------------------------------------------------------------------------------------------------- | ---------------------------------------------- | ------------------------- | --- | -------- |
| Direkt Bild zu diesem Denkmal hochladen | Betkreuz                                                                                            | (Gemarkung Schmeckwitz, Flurstück 300) (Karte) | Bezeichnet mit 1862       | Kruzifix auf profiliertem Granitsockel, regionalgeschichtlich von Bedeutung | 09306839 |
| Direkt Bild zu diesem Denkmal hochladen | Teichständer                                                                                        | (am Sandteich westlich Dreihäuser) (Karte)     | Bezeichnet mit 1810       | Technikgeschichtlich von Bedeutung, Teichständer wasserseitig frei stehend, aus Granit, hohe, grob behauene Pfeiler über einen schmalen Balken (bezeichnet mit 1810) verbunden, vorgelagerte Seitenwände des Teichabflusses inwendig mit Pfalzen zum Einsatz von Holzbohlen versehen (analog eines kleinen Schützes zum Aufstauen des Teiches) | 09228433 |
|                                         | Elsa-Brändström-Stein                                                                               | (auf dem Weinberg) (Karte)                     | 2. Hälfte 20. Jahrhundert | Granit, geschichtlich von Bedeutung | 09228431 |
|                                         | Betkreuz                                                                                            | (Sommerluga, nördlich von Johannisbad) (Karte) | Bezeichnet mit 1800       | Regionalgeschichtlich von Bedeutung, „N.K.“ | 09228430 |
|                                         | Betkreuz                                                                                            | (Ortsausgang Richtung Höflein) (Karte)         | Bezeichnet mit 1860       | Kruzifix auf profiliertem Granitsockel, regionalgeschichtlich von Bedeutung | 09228436 |
|                                         | Betkreuz                                                                                            | Dorfstraße 2 (bei) (Karte)                     | Bezeichnet mit 1860       | Kruzifix auf profiliertem Granitsockel, regionalgeschichtlich von Bedeutung | 09228438 |
|                                         | Wohnstallhaus mit integrierter Scheune                                                              | Dorfstraße 6 (Karte)                           | Um 1800                   | Obergeschoss Fachwerk, im Giebel verbrettert, Andreaskreuze, Fußbänder, Seltenheitswert und hoher Authentizitätsgrad, baugeschichtlich und hausgeschichtlich von Bedeutung, originale Fenster mit herkömmlicher Größe, doppelte Biberschwanzdeckung | 09228434 |
| Direkt Bild zu diesem Denkmal hochladen | Wohnhaus und Brunnen                                                                                | Dorfstraße 10 (Karte)                          | 2. Hälfte 19. Jahrhundert | Stattlicher Putzbau mit flachem Mittelrisalit und Drempel, Walmdach, baugeschichtlich von Bedeutung, massiv, zweigeschossig, Walmdach, Drempel, flacher Mittelrisalit, Granitgewände und -sockel, Sprossenfenster Originalgröße | 09228445 |
| Direkt Bild zu diesem Denkmal hochladen | Betkreuz                                                                                            | Dorfstraße 12 (bei) (Karte)                    | Bezeichnet mit 1866       | Kruzifix auf profiliertem Granitsockel, regionalgeschichtlich von Bedeutung | 09228444 |
| Weitere Bilder                          | Kirche mit Kirchhof und Gedenkstein                                                                 | Kirchberg (Karte)                              | 1900/1901                 | Kleine Saalkirche mit ausgeschiedener Apsis und Glockenhaus, romanisierender Baustil, Gedenkstein für Elsa Brändström, baugeschichtlich und ortsgeschichtlich von Bedeutung. Auf Kirchhof Elsa-Brandström-Gedenkstein, mit Pelikan-Relief, Inschrift: SUCCURENDO MISERIS MERUIT CORONAM. Evangelische Pfarrkirche. Kleine Saalkirche mit eingezogenem 3/8-Chor, 1901 von Woldemar Kandler errichtet. Schmucklose Putzfassade mit Strebepfeilern, schmale Fenster, abgewalmtes Satteldach. Quadratischer Turm mit spitzem Pyramidendach an der Nordwestecke. Schlichter Innenraum mit flacher Decke über hoher Kehle. Im Chorraum Vorhangmalerei. Von der Erstausstattung noch die hölzerne Kanzel, auf gedrungener, geschnitzter Säule und die Porphyrtaufe vorhanden. | 09228435 |
| Direkt Bild zu diesem Denkmal hochladen | Seitengebäude mit Oberlaube und Anbau eines Bauernhofes                                             | Kurze Gasse 4 (Karte)                          | 1. Hälfte 19. Jahrhundert | Obergeschoss Fachwerk, Feldstein-Erdgeschoss, bemerkenswerte Oberlaube, hölzerne Treppe, vorkragendes Obergeschoss, Andreaskreuze,Taubenschlag, Lehmausfachung, architektonisch bedeutendstes Gebäude im Ort, baugeschichtlich und sozialgeschichtlich von Bedeutung | 09228439 |
| Direkt Bild zu diesem Denkmal hochladen | Wohnstallhaus (ohne Schuppenanbau), Scheune und Seitengebäude sowie Hofeinfahrt eines Dreiseithofes | Weinbergstraße 1 (Karte)                       | Um 1850                   | Weitgehend unveränderte Hofanlage mit historischer Struktur, baugeschichtlich und wirtschaftsgeschichtlich von Bedeutung, Hofeinfahrt vier Pfeiler und zwei Holztore | 09301973 |
| Direkt Bild zu diesem Denkmal hochladen | Wohnhaus                                                                                            | Weinbergstraße 2 (Karte)                       | 1. Hälfte 19. Jahrhundert | Ehemaliges Gasthaus, Wohnhaus Obergeschoss Fachwerk verbrettert, baugeschichtlich und ortsgeschichtlich von Bedeutung, Fenster Originalgröße, Pumpe Streichung 2012, kein ausreichender Denkmalwert vorhanden | 09228442 |
| Direkt Bild zu diesem Denkmal hochladen | Betkreuz                                                                                            | Weinbergstraße 5 (vor) (Karte)                 | Bezeichnet mit 1866       | Kruzifix auf profiliertem Granitsockel, regionalgeschichtlich von Bedeutung | 09228443 |

## Teichhäuser
| Bild | Bezeichnung | Lage                 | Datierung       | Beschreibung                                                                                     | ID       |
| ---- | ----------- | -------------------- | --------------- | ------------------------------------------------------------------------------------------------ | -------- |
|      | Betkreuz    | Ringstraße 1 (Karte) | 19. Jahrhundert | Kruzifix auf profiliertem Granitsockel, regionalgeschichtlich von Bedeutung, Sockel angestrichen | 09228459 |

## Tabellenlegende
- Bild: Bild des Kulturdenkmals, ggf. zusätzlich mit einem Link zu weiteren Fotos des Kulturdenkmals im Medienarchiv Wikimedia Commons. Wenn man auf das Kamerasymbol klickt, können Fotos zu Kulturdenkmalen aus dieser Liste hochgeladen werden:
- Bezeichnung: Denkmalgeschützte Objekte und ggf. Bauwerksname des Kulturdenkmals
- Lage: Straßenname und Hausnummer oder Flurstücknummer des Kulturdenkmals. Die Grundsortierung der Liste erfolgt nach dieser Adresse. Der Link (Karte) führt zu verschiedenen Kartendiensten mit der Position des Kulturdenkmals. Fehlt dieser Link, wurden die Koordinaten noch nicht eingetragen. Sind diese bekannt, können sie über ein Tool mit einer Kartenansicht einfach nachgetragen werden. In dieser Kartenansicht sind Kulturdenkmale ohne Koordinaten mit einem roten bzw. orangen Marker dargestellt und können durch Verschieben auf die richtige Position in der Karte mit Koordinaten versehen werden. Kulturdenkmale ohne Bild sind an einem blauen bzw. roten Marker erkennbar.
- Datierung: Baubeginn, Fertigstellung, Datum der Erstnennung oder grobe zeitliche Einordnung entsprechend des Eintrags in der sächsischen Denkmaldatenbank
- Beschreibung: Kurzcharakteristik des Kulturdenkmals entsprechend des Eintrags in der sächsischen Denkmaldatenbank, ggf. ergänzt durch die dort nur selten veröffentlichten Erfassungstexte oder zusätzliche Informationen
- ID: Vom Landesamt für Denkmalpflege Sachsen vergebene, das Kulturdenkmal eindeutig identifizierende Objekt-Nummer. Der Link führt zum PDF-Denkmaldokument des Landesamtes für Denkmalpflege Sachsen. Bei ehemaligen Kulturdenkmalen können die Objektnummern unbekannt sein und deshalb fehlen bzw. die Links von aus der Datenbank entfernten Objektnummern ins Leere führen. Ein ggf. vorhandenes Icon  führt zu den Angaben des Kulturdenkmals bei Wikidata.